# Константинос Меркуриу
Константинос Меркуриу (на гръцки: Κωνσταντίνος Μερκουρίου) е виден гръцки филолог и общественик, председател на Обществото за македонски изследвания, демарх (кмет) на Солун.

## Биография
Роден е в 1864 година в Солун. След завършване на образованието си в 1891 година става преподавател в Женското класно училище, а по-късно в Солунската гръцка мъжка гимназия. В 1923 година поема управлението на училищата на Аглая Схина. Меркуриу е уважавана личност в града и е избран за общински съветник в изборите през 1934 година. В 1937 година е назначен за кмет на Солун, като остава на поста до 1943 година и така има най-дългия мандат на този пост. Като кмет създава Агенцията за водоснабдяване, противопоставя се на закриването на детската градина „Агиос Стилианос“ и я превръща в общинска. В продължение на много години е директор на сиропиталището Папафиу. В 1939 година е избран за председател на Управителния съвет на Обществото за македонски изследвания и го оглавява до 1942 година.